# Eupsilia flavimaculata
Eupsilia flavimaculata är en fjärilsart som beskrevs av Lenz. Eupsilia flavimaculata ingår i släktet Eupsilia och familjen nattflyn. Inga underarter finns listade i Catalogue of Life.